# Districte de Narsinghpur
El districte de Narsinghpur és una divisió administrativa de Madhya Pradesh, divisió de Jabalpur, amb capital a Narsinghpur (ciutat). La superfície és de 5.133 km² i la població de 957.399 habitants (cens del 2001). Ciutats destacades són Barman, Chaugan, Jharna i Soteshwar. Es troba a la conca del Narmada que forma el límit nord del districte, mentre les muntanyes Satpura formen el límit sud.

## Administració
- Tahsils: 5
- Blocks: 6
- Ciutats: 5 entre les quals dos comites municipals (Narsinghpur i Gardawar) i dos nagar panchayats (Gotegaon i Kareli)
- Janpad panchayats: 6
- Gram Panchayats: 457
- Pobles: 1040
- Pobles forestals: 12
- Pobles desahabitats: 41
  - Pobles considerats fiscalments: 1078
- Subdivisions fiscals: 3
- Cercles d'inspecció fiscal: 12
- Cercles fiscals: 220
- Thanes (estacions de policia): 20

Els tehsils són:
- Gotegaon
- Gadarwara
- Narsinghpur
- Kareli
- Tendukheda

I els blocs (blocks) de desemvolupasment rural són:
- Narsinghpur
- Gotegaon
- Kareli
- Chawarpatha
- Saikheda
- Babai Chichli

Classificats per divisions, tehsils i blocs les entitats són:
- Narsinghpur 
  - Narsinghpur
    - Bloc de Narsinghpur

  - Kareli
    - Bloc de Kareli
- Gotegoan
  - Gotegoan
    - Bloc de Gotegoan
- Gadarwara 
  - Gadarwara
    - Bloc de Chicali
    - Bloc de Saikheda

  - Tendukheda
    - Bloc de Chawarpatha

## Història
Vers el 900 va dominar la zona el regne kalachuri, la capital del qual fou Mahishmati Nagari a la vora del riu Narmada, i més tard es va traslladar a Tripuri. A la seva caiguda fou part d'un regne amb centre a Bohani i al segle xiv Narsinnghpur estava dins del regne gond de Garha (Garha-Mandla), fundat per Yadav Rao; Sangram Shah (1500-1541) va establir diverses fortaleses entre ellas una a uns 30 km al sud-oest de la Narsinghpur (ciutat) anomenada fortalesa de Chauragarh, molt lligada a la història de la dinastia. Després de Sangram Shah va seguir Dalpat Shah que va governar 7 anys en pau i llavors va pujar al poder com a regent la seva esposa la rani Durgawati (vers 1550-1564). Va morir en lluita contra Asaf Khan, el general de l'emperador Akbar. Asaf Khan va capturar al príncep Vir Narayan a Chauragarh i el va matar agafant el control del regne de Garha. Llavors el territori va estar sota administradors mogols. Chawarpatha, Barha, Saikheda, Gadarwara, Shahpur, Singhpur,Shrinagar i Tendukheda foren seus de diverses parganes.
Al segle següent el príncep bundela d'Orchha, va envair la zona i va conquerir Chauragarh després d'un setge d'uns quants mesos; el raja Prem Narayan fou assassinat. Finalment el 1781 la dinastia gond fou privada del poder pel governador maratha de Saugor que al cap de 15 anys fou desplaçat pel maratha Mudhoji I Bhonsle, que va comprar la zona de Mandla-Narmada per 27 lakhs i vers 1795 Garha-Mandla va passar al principat de Nagpur sota Raghuji II.
Va romandre en mans dels Bhonsles per uns anys. El novembre de 1817 les forces del raja Appa Sahib van fer moviments contra els britànics; els britànics llavors van ocupar Narsinghpur i van derrotar els marathes a Srinagar; el desembre de 1817 els britànics es van imposar a Sitabaldi, i van ocupar Nagpur. El fort de Chauragarh va resistir fins al maig de 1818. El territori fou cedit als britànics i esdevingué el districte de Narsinghpur, incrementat el 1826 per territoris cedits per Sindhia de Gwalior (les parganes de Chanwarpatha i Tendukheda, a l'altre costat del Narmada) definitivament britàniques el 1860. Durant la revolta bundela de 1842 els rebels van envair Narsinghpur rebent el suport dels terratinents de Chanwarpatha, i van saquejar diversos pobles, però finalment foren derrotats i forçats a creuar altre cop el Narmada. El 1857 els amotinats de Saugor i Bhopal van entrar també a Chanwarpatha dues vegades i van fer incursions a través del Narmada però no van aconseguir suport excepte dos o tres terratinents i encara van trobar oposició a Tendukheda, i especialment a Imjhira, en la persona de Rao Surat Singh Lodhi; el capità Ternan (que ja el febrer de 1857 havia advertit del perill de revolta i no fou escoltat) va iniciar la campanya amb dues companyies d'irregulars i alguns auxiliars cedits pels caps gonds, i va expulsar els rebels; el cap dels rebels, el gond Delanshah, fou capturat i penjat el 1858.
El 1861 fou part de la divisió de Nerbudda a les Províncies Centrals (formades amb l'anterior Província de Nagpur creada el 1853, i el Territori de Saugor i Nerbudda), després (1903) Províncies Centrals i Berar, amb una superfície de 3.181 km². La població era:
- 1881: 365.173
- 1891: 367.026
- 1901: 313.951 (baixada per la fam de 1899-1900)
- 1902: 315.518 (per una petita modificació territorial)

Les poblacions principals eren Narsinghpur, Gadarwara i Chhindwara; hi havia també 963 pobles. Administrativament estava dividida en dos tehsils:
- Narsinghpur
- Gadarwara

El 85% de la població era hindú, el 10% animista, i el 4% musulmans. la llengua era en bundeli, dialecte de l'hindi occidental. Els gonds en general no parlaven la seva llengua. Les castes eren: bramans, rajputs, bànies, kurmis, lodhis, kaonres, i raj gonds. El tahsil de Narsinghpur mesurava 2.865 km² i la població el 1901 era de 148.738 habitants (el 1902 es van transferir 11 pobles del districte de Saugor i la població va quedar en 150.305).

## Arqueologia
- Escultures de Barehta, a 25 km al sud-est de Narsinghpur (ciutat)|Narsinghpur, la majoria de les quals són actualment fora de la ciutat.
- Barmhan, lloc de pelegrinatge
- Forts gonds de Dhilwar i Chanwarpatha